# جوشوا وينر
جوشوا وينر (بالإنجليزية: Joshua Weiner)‏ هو شاعر أمريكي، ولد في 1963 في بوسطن في الولايات المتحدة.